# Chirurgie de la hernie inguinale
La chirurgie de la hernie inguinale est l'opération chirurgicale pour la correction d'une hernie inguinale. La chirurgie demeure la seule option établie pour réparer les hernies inguinales. Des traitements alternatifs à la chirurgie, comme les exercices pilates, ont été souvent suggérés, mais ils n'ont été ni corroborés ni réfutés par aucune étude empirique. La chirurgie n'est désormais plus conseillée de façon systématique, sauf dans certaines situations (chez les femmes et les enfants, ainsi que pour les hernies fémorales),,. En particulier, la chirurgie n'est plus recommandée pour le traitement de hernies peu ou pas symptomatiques, à cause du risque significatif ( 10 %) de douleurs chroniques (syndrome de douleur post-herniorraphie), et du faible risque d'étranglement (< 0,5 % par an).
Les hernies inguinales étant une pathologie très fréquente (surtout chez les hommes), et leur réparation ayant plus de 140 ans d'histoire, la variété de techniques chirurgicales est énorme. Chaque chirurgien ou chaque "école" a ses propres habitudes et une littérature très abondante et contradictoire confirme que chaque chirurgien est satisfait de sa technique habituelle et "croit en elle". Les comparaisons entre techniques comportent toujours des biais (expérience du chirurgien, qualité du suivi des patients, critères de jugement pour évaluer la technique, recul par rapport à l'opération). Le choix du chirurgien et de l'hôpital sont plus importants que le choix d'une technique ou d'une prothèse particulière. Les hôpitaux et les chirurgiens à haut volume ont de meilleurs résultats.
Pour le traitement des hernies il y a des techniques ouvertes ou laparoscopiques, avec ou sans prothèse (dite aussi filet, treillis, renfort, ou plaque). De manière générale, le risque de récidive est très nettement inférieur quand une prothèse est utilisée. Cela explique que la technique recommandée par toutes les sociétés savantes occidentales chez l'adulte comporte systématiquement l'utilisation d'une prothèse de renfort (filet). La réparation laparoscopique et la réparation ouverte sont deux choix parfaitement valides pour poser la prothèse. Des résultats publiés chez plus de 5500 patients opérés de hernie inguinale en France confirment des résultats similaires en termes de satisfaction des patients, récidive de la hernie et douleurs à 2 ans de l'intervention,. La courbe d'apprentissage pour les techniques laparoscopiques a été estimée à 50-100 interventions. Globalement, toutes les techniques disponibles aujourd'hui en France sont validées et obtiennent des résultats très similaires à quelques points de pourcentage près dans la littérature sur les complications qui existent chez toutes: récidive, douleurs chroniques, infections, hématomes, séromes et complications rares (troubles sexuels et urinaires).

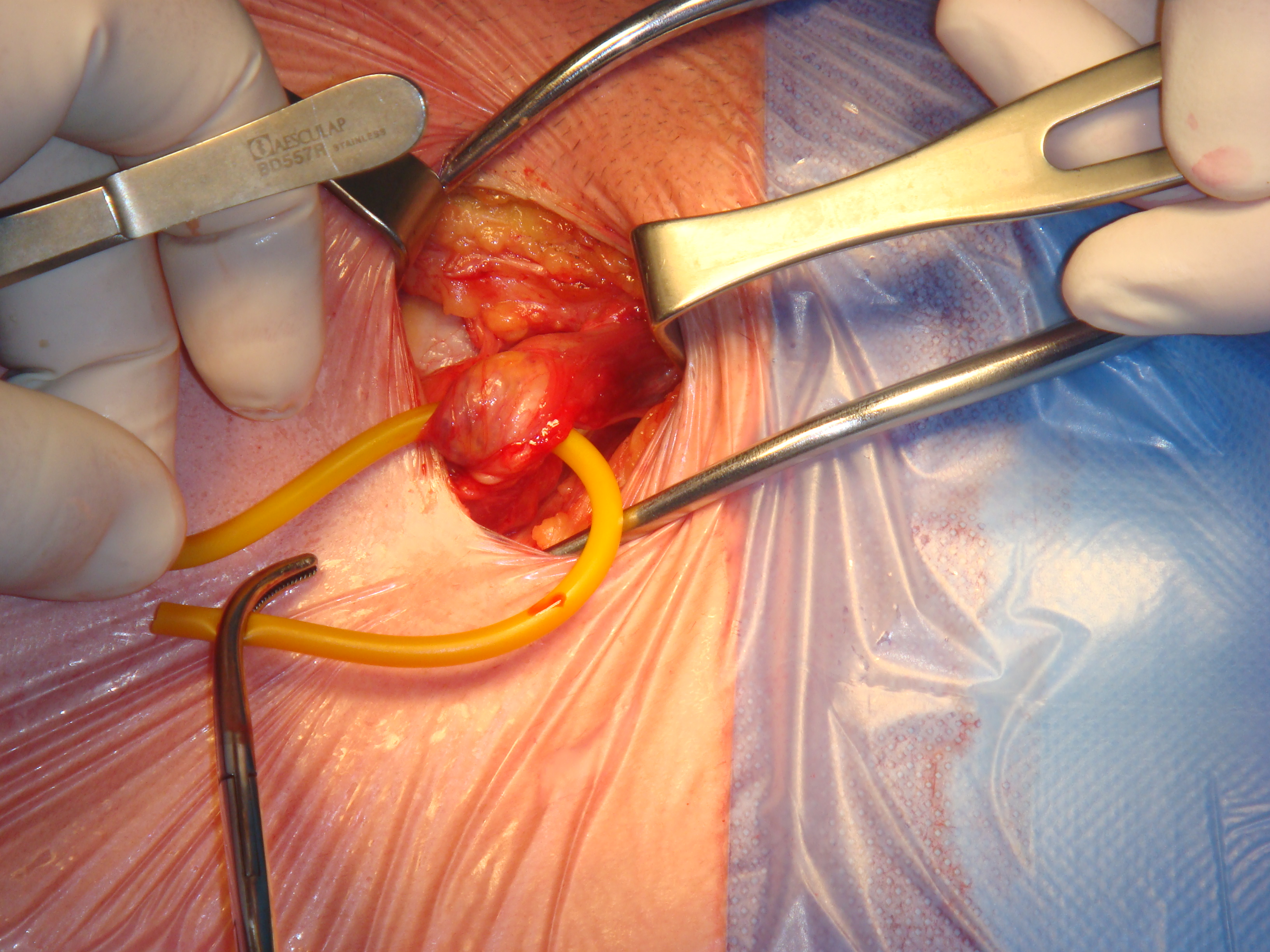
La chirurgie de la hernie inguinale

## Pose de filet (plaque)

### Réparation ouverte antérieure avec prothèse (Lichtenstein)
L’opération "de base" que tout chirurgien viscéral apprend pendant sa formation est encore la technique de Lichtenstein. Un filet plat est placé au-dessus du défaut.
C'est une réparation sans tension (tension-free) sur les muscles grâce à la présence du filet. Les complications sont rares et incluent les douleurs chroniques (<5 %), récidives (environ 2%), hématomes, séromes, infection (<1%). Comme pour toute cure de hernie inguinale, le risque existe de léser le déférent et/ou les vaisseaux testiculaires, ce qui peut produire une orchite (inflammation du testicule suivie d'atrophie), des troubles de l'éjaculation et des conséquences sur la fertilité si la lésion est bilatérale (ou la personne n'a qu'un seul testicule). Mais ce sont des situations exceptionnelles. Les troubles urinaires sont aussi des complications très rares.

### Réparations ouvertes pré-péritonéales avec prothèse (TIPP, MOPP, Stoppa, Nyhus et assimilées)

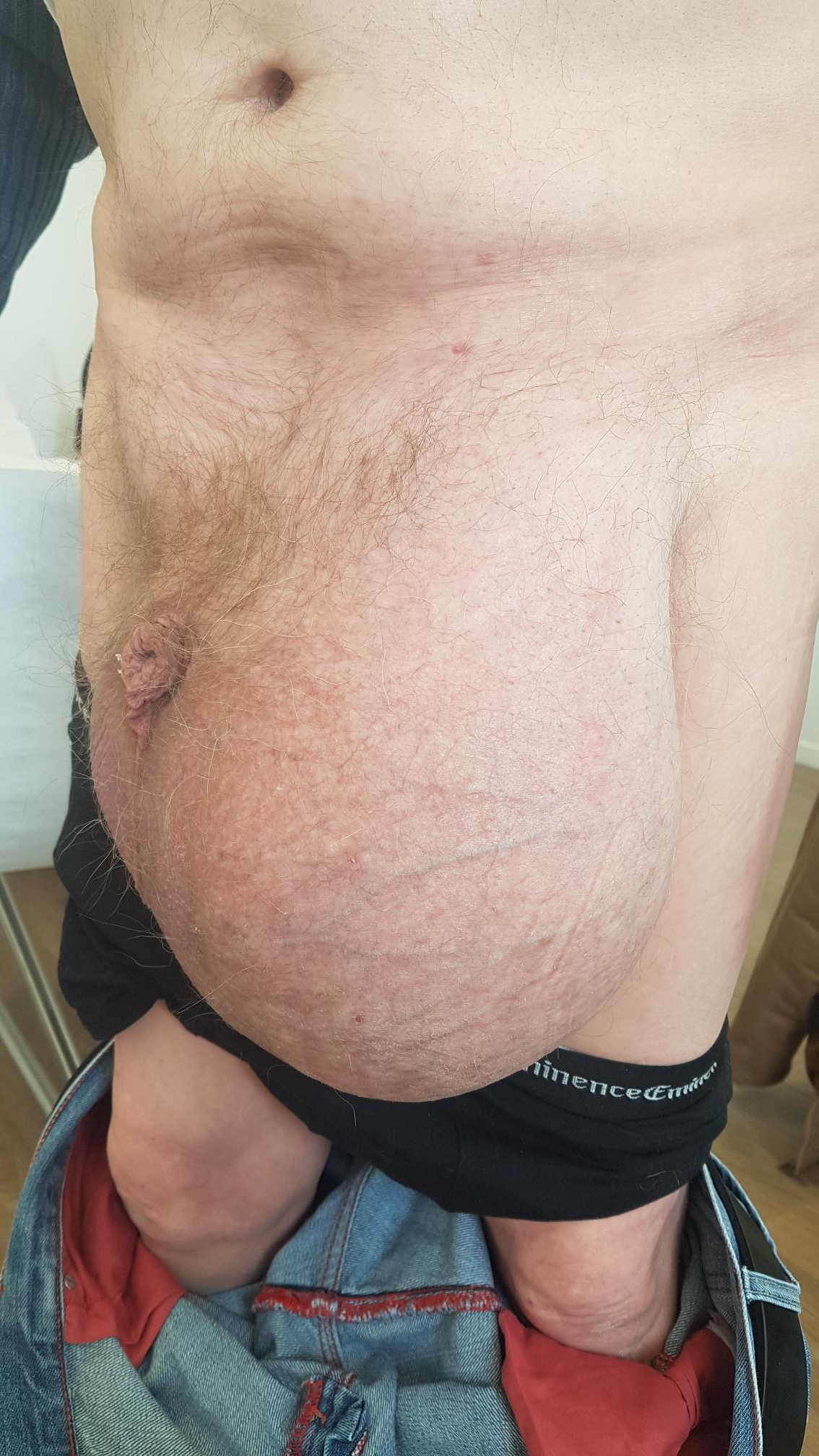
Hernie inguinoscrotale gauche géante

Ce sont des voies ouvertes qui travaillent en arrière du canal inguinal, dans le plan du péritoine. De ce fait elles ont un peu moins de risque de douleurs chroniques par rapport au Lichtenstein. Pour le reste des complications elles sont similaires aux techniques laparoscopiques. Les différentes techniques ont des voies d'abord qui changent et s'adaptent à des situations particulières (bilatérales, géantes, récidives, etc). Ces techniques sont particulièrement adaptées pour les hernies inguinales de très grande taille.

### Réparation laparoscopique (cœlioscopie)
Il y a deux méthodes laparoscopiques : trans-abdominal pré-péritonéal (TAPP) et totalement extra-péritonéal (TEP). Les deux travaillent dans le plan prépéritonéal (celui présenté juste avant dans cet article) et se différencient dans la façon dont ils l'abordent: la TAPP entre dans la cavité abdominale (ce qui comporte un petit risque de lésion viscérale), alors que la TEP n'entre jamais dans l'abdomen et reste toujours en avant du péritoine (ce qui la rend un peu plus compliqué à apprendre pour les chirurgiens).Quand elle est faite par un chirurgien expérimenté , la laparoscopie (TAPP o TEP) semble causer un peu moins de douleurs que le Lichtenstein. En Europe les méthodes laparoscopiques sont plus utilisées en raison du confort qu'elles apportent par rapport au Lichtenstein; aussi parce qu'elles sont plus rémunératrices, causent des incisions plus petites, moins d'infection, une récupération plus rapide, et un peu moins de douleur chronique par rapport au Lichtenstein. Les résultats obtenus sont pratiquement identiques par rapport aux réparations ouvertes prépéritonéales.

## Réparations avec prothèse

### Filets permanents

#### Filets commerciaux
Les filets commerciaux sont typiquement en polypropylene, polyester ou PVDF. Ce sont les plus utilisés sur le marché et sont posés systématiquement pour la cure de hernie, selon les recommandations des sociétés scientifiques d'après les données publiées. Les filets en PTFE ont été abandonnés.

#### Filets de moustiquaire
Des filets faits de pièces de moustiquaire en copolymère de polyéthylène et polypropylène ont été utilisés pour des patients à faibles revenus en Inde rurale et au Ghana. Chaque pièce coûte 0.01 Euro, soit 3700 fois moins cher que son équivalent commercial. Ils sont plus fins et légers, mais plus fragiles que les filets commerciaux. Cependant, ils donnent des résultats identiques aux filets commerciaux en termes d'infection et de récidive à 5 ans.

#### Complications
Les complications, surtout graves, sont globalement peu fréquentes. L'utilisation des prothèses depuis les années 1990 a fait diminuer de façon très significative les récidives et les douleurs postopératoires et chroniques. La mortalité est exceptionnelle (plutôt en lien avec les lésions vasculaires ou viscérales, ou bien avec des complications anesthésiques). Les séquelles incluent : sensation de corps étranger, douleur chronique, troubles de l'éjaculation, migration du filet, contraction du filet (meshome), infection, formation d'adhésions, érosion dans les organes du péritoine. Ces complications peuvent se manifester des semaines ou des années après la réparation initiale par des abcès, des fistules ou une obstruction intestinale,. Globalement elles peuvent concerner jusqu'à 10% des patients
Des cas d'azoospermie obstructive ont été rapportés avec l'utilisation les filets, due à l'obstruction du vas deferens en conséquence de la réaction fibroblastique du filet,. Cependant, une étude récente trouve que ce risque serait inférieur à 1 %.

### Filets absorbables
Les filets biologiques sont essentiellement d'origine porcine. Bien que suscitant un bel enthousiasme à leur arrivée sur le marché, avec le recul ils se sont avérés pires que les filets synthétiques sur tous les plans et ont pratiquement été abandonnés pour les réparations de la paroi abdominale. Leur résorption se traduit fréquemment par une récidive.

## Réparation sans prothèse

### Réparation avec tension

#### Shouldice
La technique du Shouldice Hospital reste la référence des réparations par suture (sans filet). C'est une héritière de la technique de Bassini (décrite par le chirurgien italien en 1888). Elle consiste en une reconstruction en quatre surjets du canal inguinal, relativement difficile. Elle a un taux de récidive correct dans les mains d'un chirurgien expérimenté avec la méthode, mais plus important que pour les techniques avec filet.
La technique est moins utilisée aujourd'hui. Elle se réserve souvent aux situations où la pose d'un filet est risquée en raison d'un champ opératoire contaminé par des bactéries (chirurgie pour hernie étranglée avec nécrose de l'intestin). Ce n'est donc pas une technique de premier choix en cas de chirurgie programmée d'une hernie inguinale. Cela est surtout dû au fait que la méthode Lichtenstein par filet est plus reproductible et largement testée, de même que les voies prépéritonéales ouverts et les voies laparoscopiques.
Le Shouldice a un taux de récidive plus élevé dans les mains d'un chirurgien inexpérimenté (< 200 opérations/an). Un autre inconvénient est la douleur post-opératoire à court terme, due à la tension sur les muscles, qui dure en général quelques semaines. La qualité de vie et les douleurs sont moins bonnes avec le Shouldice qu'avec les voies ouvertes prépéritonéales. Les résultats sont similaires à ceux de la technique de Desarda (aussi sans filet).

### Réparations sans tension (Desarda, Vayre Petit Pazos, Guarnieri)
La technique de Vayre Petit Pazos, assez ancienne, est employée par certains chirurgiens encore aujourd'hui. C'est une technique par suture qui utilise une bande de l'aponévrose du muscle oblique externe de l'abdomen. Dans la même famille de techniques, il y a la technique Desarda, qui est relativement récente. Elle peut être faite avec des sutures absorbables. Elle est plus simple et plus rapide à effectuer que Shouldice et Lichtenstein, tout en donnant des résultats similaires à Lichtenstein en termes de récidive, sans introduire de corps étranger permanent,,,. De plus, cette technique fait attention à l'aspect physiologique, et elle n'induit pas de tension sur les sutures au repos (tension-free). D'autres méthodes utilisant une bande de l'aponévrose du muscle oblique externe de l'abdomen ont été proposées indépendamment par d'autres chirurgiens,,,. La technique Guarnieri apparut en 1988. Elle peut être utilisée avec ou sans filet,,,.